# Domusnovas
Domusnovas (sardinsky: Domusnòas) je italská obec (comune) v provincii Sud Sardegna v regionu Sardinie. Nachází se ve výšce 52 metrů nad mořem a má přibližně 5 900 obyvatel. Rozloha obce je 80,59 km².